# Forensic auditing
Forensic auditing is het vakgebied dat zich bezighoudt met fraudebestrijding, een specialisme binnen het auditing-vakgebied. De bestrijding van fraude bestaat uit een viertal fasen: inventarisatie, preventie, detectie en onderzoek. Het fraudeonderzoek is gericht op waarheidsvinding. 

## Geschiedenis
Aanleiding voor het ontstaan van het vakgebied is de toegenomen bewustwording in het bedrijfsleven van de mogelijke impact van fraudegevallen (Enron, Parmalat, Ahold en Bouwfraude). Het beheersen van fraude is een specialisme en daarvoor zijn kennis, ervaring en specifieke bekwaamheden voor nodig (Bonner e.a., 1994). Fraude heeft vele verschijningsvormen en daardoor kan een controller of een accountant vaak niet meer genoeg zekerheid krijgen omtrent de betrouwbaarheid van financiële verslaglegging.

## Beheersingsfasen

### Inventarisatie
Gedurende de inventarisatiefase wordt bepaald met welke soorten fraude de bedrijfshuishouding te maken kan krijgen. In de vorm van een op fraude gerichte risicoanalyse, kunnen de risicovolle processen, systemen en functies in kaart worden gebracht. Er kan ten behoeve van de inventarisatie gebruik worden gemaakt van bestaande gevallen en branchespecifieke voorbeelden. Kennis van de organisatie en bijbehorende fraude-indicatoren is in deze fase van belang. 

### Preventie
Het opleiden en trainen van medewerkers behoort tot de preventiefase. Een verhoogd bewustzijn ten aanzien van fraudesignalen kan eraan bijdragen dat ‘het kwaad’ wordt voorkomen. Andere preventieve maatregelen zijn het screenen van mogelijk toekomstig personeel en het hanteren van een fraudeprotocol, waarbij de medewerkers een integriteitsverklaring moeten ondertekenen. Ook functiescheiding en toegangscontrole horen bij de preventie.

### Detectie
Of er sprake is van frauduleus handelen is in deze fase aan de orde. Een onverklaarbare post in de boekhouding, periodieke verschillen in de kas en opvallende resultaten na het vergelijken van klantprofielen zijn mogelijk signalen. 

### Onderzoek
In de onderzoeksfase wordt een indicatie gegeven voor een mogelijke fraude, die nader moet worden onderzocht. Er wordt dan bijvoorbeeld gekeken naar het internet, de kas, naar nevenactiviteiten en naar het verloop van de aanbesteding.

## Instrumenten

### Gesprekken
De forensic auditor voert, wanneer hij betrokken is bij een onderzoek naar vermeende fraude, gesprekken met betrokkenen. Dat begint met een intakegesprek met de incidentmelder. De proces- of systeemeigenaar wordt geïnterviewd, en andere mogelijke betrokkenen. Ook kunnen er confrontatiegesprekken plaatsvinden, waarbij betrokkenen worden geconfronteerd met onderzoeksresultaten en waarbij verklaringen ter reactie aan hen worden voorgelegd, waarbij natuurlijk hoor- en wederhoor wordt toegepast. 

### Open bronnenonderzoek
Informatie die via bijvoorbeeld Kamer van Koophandel (KvK) beschikbaar is valt onder het open bronnenonderzoek. 

### Persoonsgericht onderzoek
Het persoonsgerichte onderzoek en de surveillance moeten in het kader van de privacy worden overgelaten aan specialisten; het mag volgens de gedragsregels van het IIA niet worden uitgevoerd door een internal auditor. Die specialisten moeten in het bezit zijn van een boa-certificaat (buitengewoon opsporingsambtenaar) of over een diploma van een daartoe bevoegd instituut.

## Beroepsverenigingen
- Het Institute of Forensic Auditors (IFA) is de beroepsvereniging van Forensic Auditors.
- Het Institute of Internal Auditors (IIA) is de beroepsvereniging van Internal Auditors.
- De Association of Certified Fraud Examiners (ACFE) is de beroepsvereniging van Fraud Examiners.

## Kwalificatie als Registered Forensic Auditor
Aan onder meer de Haagse Hogeschool wordt op post-hbo-niveau een opleiding Forensic auditing geboden. Het International Management Forum (IMF) geeft een schriftelijke opleiding Anti-Fraude Professional - Certified Fraud Examiner (CFE). De Universiteit Antwerpen UAMS geeft een opleiding die kan leiden tot de titel Registered Forensic Auditor (RFA). In Nederland bestaat een dergelijke opleiding niet.

## Postdoctorale Opleidingen
Nederland
- Universiteit Leiden heeft postdoctorale opleidingen Forensische Accountancy en Forensische Expertise die worden aangeboden door het Instituut voor Forensische Accountancy.
- Universiteit Maastricht heeft een master Forensica, Criminologie en Rechtspleging.

Vlaanderen
- Katholieke Universiteit Leuven heeft een opleiding Multidisciplinair Forensisch onderzoek.

## Particulier Onderzoeker
Er bestaat ook een opleiding op mbo-niveau tot particulier onderzoeker. Deze opleiding is erkend door het ministerie van Justitie.